# 布盧姆鎮區 (堪薩斯州奧斯伯恩縣)
布盧姆鎮區（英語：Bloom Township）為美國堪薩斯州奧斯伯恩縣轄下的鎮區。2010年美国人口普查中該鎮區人口有73人。

## 地理
布盧姆鎮區涵蓋總面積為139.46平方（53.85平方英里），其中139.44平方（53.84平方英里）為陸地，0.03平方（0.012平方英里）或0.02%為水域。海拔高度540（1,770英尺）。

## 人口統計
根據2010年美國人口普查，布盧姆鎮區人口有73人，住房36戶，人口密度為0.52人/每平方公里。此鎮區居民之種族中，白人有69人，非裔美國人有0人，美洲原住民有0人，亞裔美國人有0人，太平洋島裔美國人有0人，其他種族有1人，混血種族則有3人。此外此鎮區有3人為西班牙裔或拉丁裔美國人。

## 交通

### 主要公路
- 181號堪薩斯州州道